# DHL Wroclaw Open
Het DHL Wroclaw Open was een golftoernooi van de Europese Challenge Tour dat in 2008 en 2009 werd gehouden in Wrocław (Polen). Het werd gespeeld op de Toya Golf & Country Club.

## Winnaars
| Jaar | Winnaar     | Score | Score |
| ---- | ----------- | ----- | ----- |
| 2008 | Gary Clark  | 262   | -18   |
| 2009 | Eric Ramsay | 262   | -17   |